# سفارة إندونيسيا في السويد
سفارة إندونيسيا في السويد هي أرفع تمثيل دبلوماسي لدولة إندونيسيا لدى السويد. تقع السفارة في ستوكهولم وهي تهدف لتعزيز المصالح الإندونيسية في السويد.

## وصلات خارجية
- قائمة سفارات إندونيسيا
- قائمة السفارات في السويد